# Цибанче
Цибанче (ісп. Dzibanche) — руїни міста цивілізації мая в штаті Кінтана-Роо (Мексика). Назва перекладається з мови мая як «Письмена на дереві».

## Історія
Старовинна назва невідома. Засновано десь на початку або в середині V століття. Тоді сюди ахав Сіях-Чан-Ба'лам, представник Зміїної династії (Каан) переніс резиденцію Канульського царства. Столичний статус остаточно закріпився за Цибанче в час панування ахава Йукноом-Ч'еєна I.
Розбудова міста припала на часи ахавів Туун-К'аб-Хіша, Ут-Чаналя та Яш-Йо'паата у 530-560-х роках. Тоді були здійснені найзначущі будівельні роботи, особливо після перемог над Мутульським царством. Разом з тим посилення правлячої династії та Кануля призвело до втрати Цибанче статусу столиці. Перші спроби у 570-х роках зробив Ук'ай-Кан. Цей процес остаточно завершено у 630 році, коли ахав Тахоом-Ук'аб-К'ак' переніс свою резиденцію до Чіікнааба (сучасне городище Калакмул). За іншою версією це відбулося у 635 році за ахава Йукноом-…лю (ім'я ще не дешифроване).
Втім за Цибанче зберігся статус важливого культового, церемоніально-ритуального місця. Тут здійснювалися важливі церемонії ініціації принців, відбувалися весілля представників династії, укладалися угоди. Сюди в часи небезпеки відступали ахави Кануля.
З початком занепаду царства у 740-х роках, поступово тут затверджується бічна гілка династії. Цибанче на чолі із власним ахавом остаточно відокремилася десь у 830-х роках, але ахави продовжувалися себе називати Священними Канульськими володарями, як і в Калакмулі.
Як самостійне місто-держава пережило остаточне зникнення Канульського царства. Втім занепало під час колапсу класичного періоду, на початку X століття, про що свідчать ієрогліфічні написи.

## Опис
Розташовано поруч з лагуною Бакалар, на відстані 130 км на північний схід від Калакмула. У свій час було зведено на височині, навколо якої є заболочена місцина та родючі землі.
Загальна площа становить 25 км2. Архітектура відповідає «стилю Петен».
Ритуально-адміністративний центр складається з головної площі, декількох пірамід-храмів — Храм бранців (отримав назву за добре збереженими сходами), Храм сови, Храм одвірку. У першому знайдено ієрогліфічні сходи, традиційне зображення династичної історії мая, їх перемог, перелік бранців.
Найбільшим храмом є «Піраміда бакланів». Його було зведено у стилі Теотіуакана, зокрема застосовано талуд таблеро, прикрашено фризами із зображенням зі стукко і вкриті червоною фарбою. Є похованням ахава Ут-Чаналя.
Знайдено величний храм VII ст. — K'інічна' —, що має 4 поверхи. Назва перекладається як «Будинок бога Сонця». Розташовано за межами центру городища, на відстані 2 км, пов'язана з центральною частиною дорогою греблею (сакбе). Знайдено 2 царських поховання з багатими нефритовими артефактами. Цю піраміду оточують будови палацового типу. Тому вважається, що тут мешкали родичі царів або найвища аристократія.
На околицях виявлено невеличку групу будівель, що отримало назву «Ламай».
Серед численних артефактів знайдено нефритове намисто, на якому вигравірувано найпізніший календарний напис — 909 рік (є найпізніший для східного Юкатану).
Розкопана низку стел, частина пошкоджена. На стелі 13 виявлено «емблемний ієрогліф» династії та царства.

## Дослідження
Відкрито у 1927 році англійським лікарем, археологом-аматором Томасом Ганном. У 1931 році він ще раз відвідав руїни. У 1993 році експедиція археологів під керівництвом Енріке Нальдо виявила в Цибанче ієрогліфічні блоки, які були частиною примітною «Сходів бранців»
У 2014—2015 роках фахівцями Національної школи антропології та історії (ENAH) спільно з центром Інституту археології та історії Мексики (INAH) у рамках програми дослідження старовинна міста Нох-Ках, проведено фотографування навколишньої місцевості штату Кінтана-Роо, зокрема й Цибанче. Це дозволило встановити межі цього міста та виявити низку об'єктів на цій території.

## Галерея

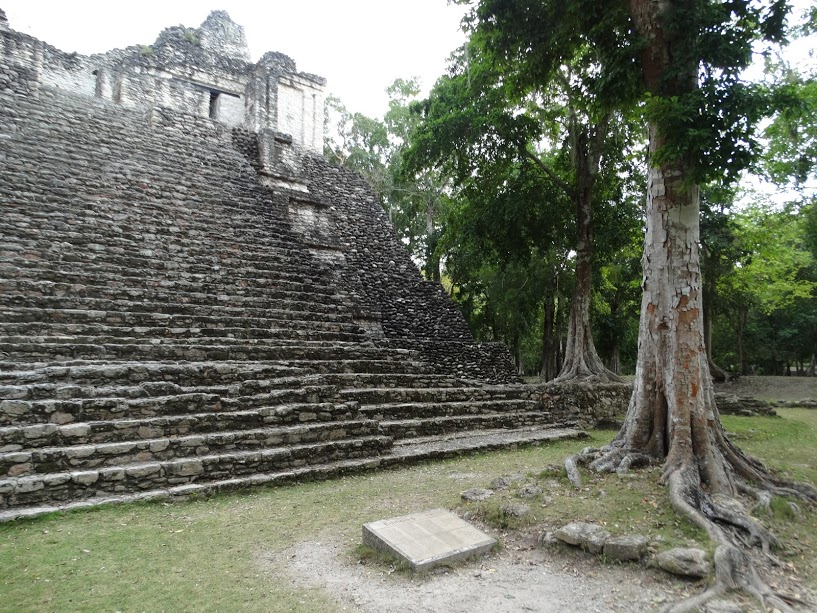
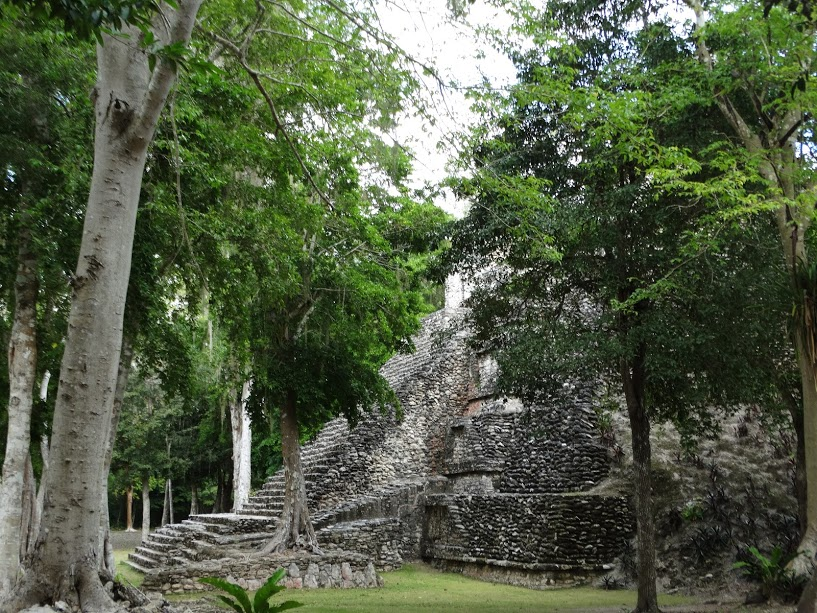
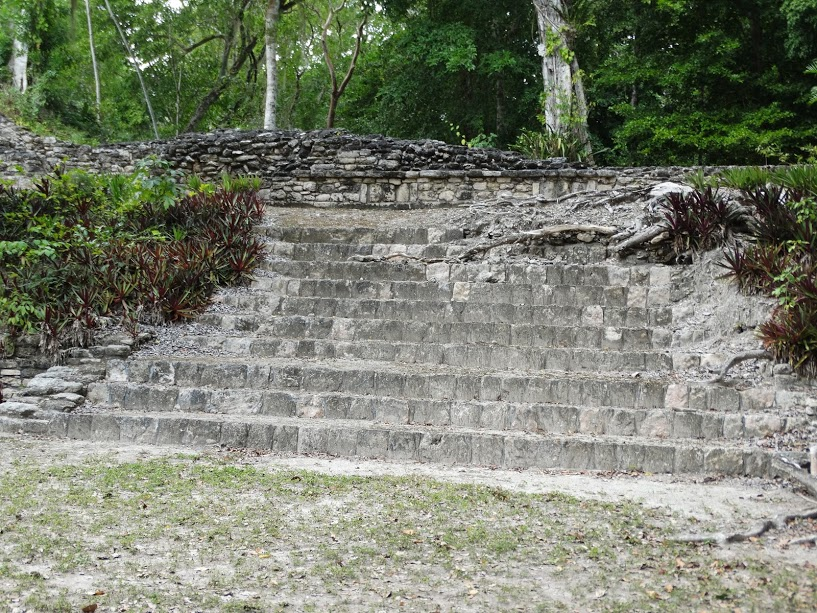
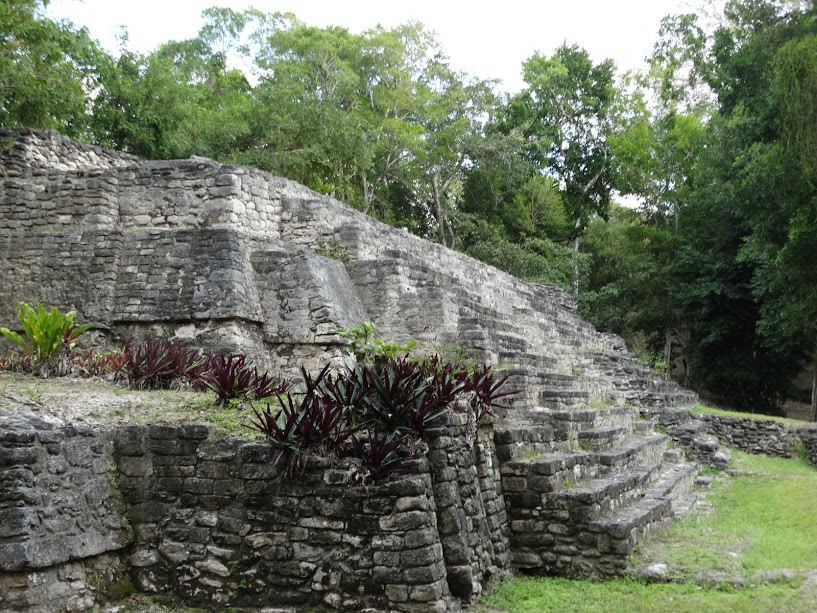
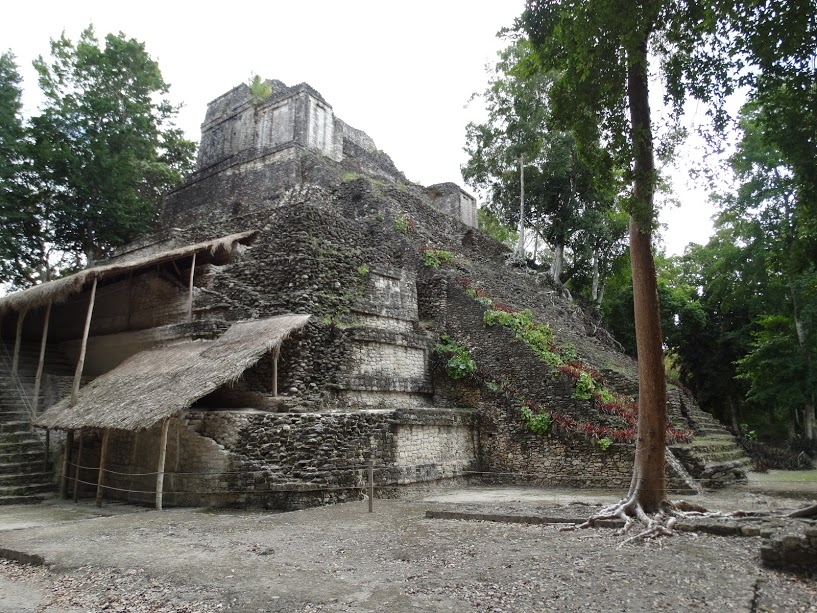